# Drobeta-Turnu Severin
Drobeta-Turnu Severin är en stad (municipiu) i Oltenien, den västra delen av det historiska landskapet Valakiet i sydvästra Rumänien. Staden är belägen längs Donau, nedanför Järnporten, vid gränsen mot Serbien och hade 92 617 invånare enligt folkräkningen 2011. Den utgör residensstad i länet Mehedinți. 

## Historia
Staden uppstod som en getisk bosättning, men kom senare under antiken att tjäna som bas för de romerska krigen mot dakerna. Nära staden finns lämningar av Trajanusbron över Donau, som kejsar Trajanus lät Apollodoros från Damaskus uppföra år 103. Staden förstördes av hunnerna på 400-talet, men återuppbyggdes av kejsar Justinianus I (527-565). 
Stadens namn kommer från dess latinska namn Drobetae samt Turnu Severin, det vill säga "Norra tornet", vilket syftar på det torn som Bysans lät uppföra på Donaus nordsida. Staden kom under medeltiden under Ungern, som etablerade ett katolskt stift. År 1330 kom staden under Valakiet, vilket stod under osmansk överhöghet från 1524 till fördraget i Adrianopel 1829. Valakiet uppgick i Rumänien år 1861.

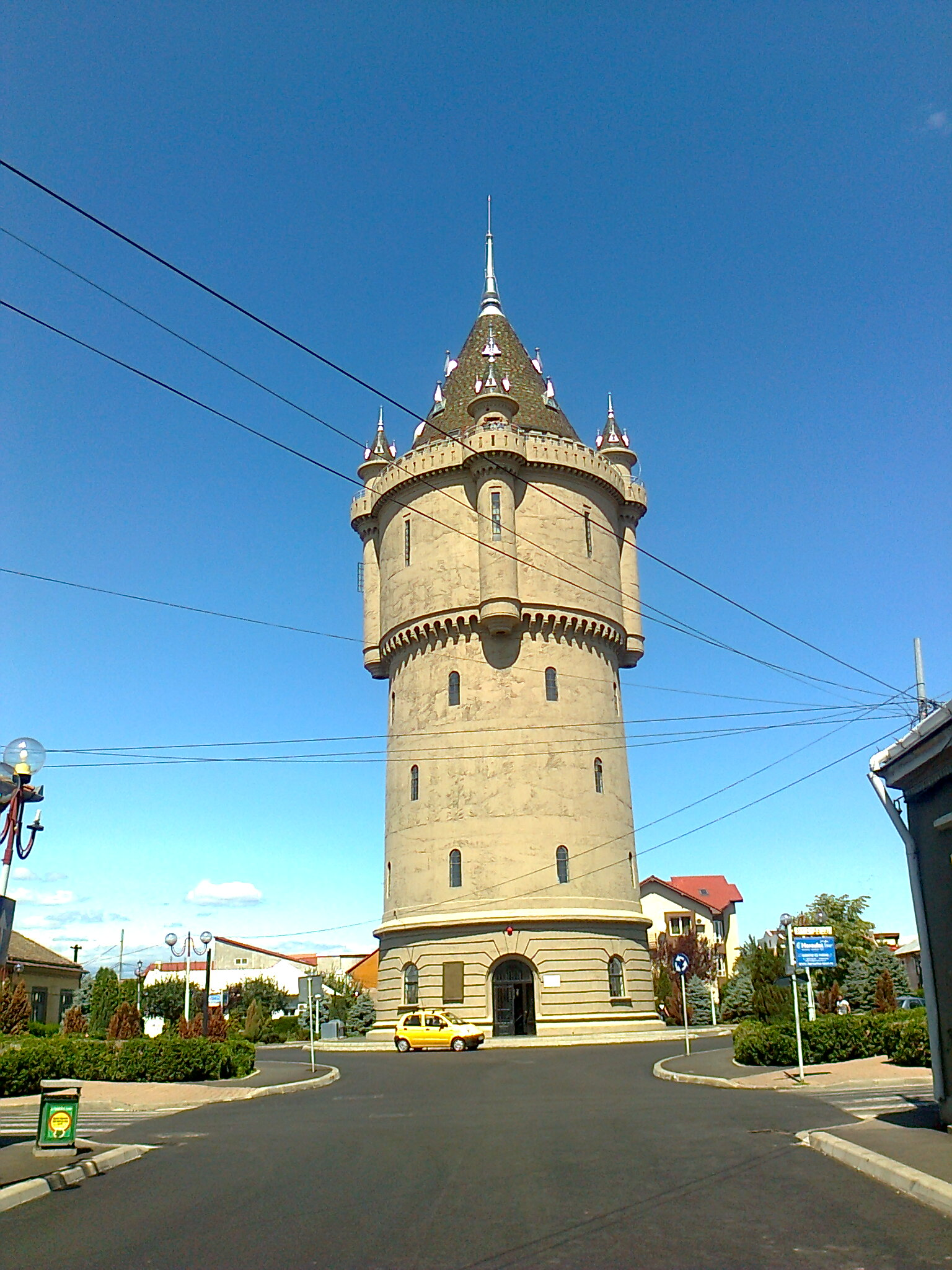
Vattentornet (Castelul de apă).